# Evangelische Kirche (Edingen)

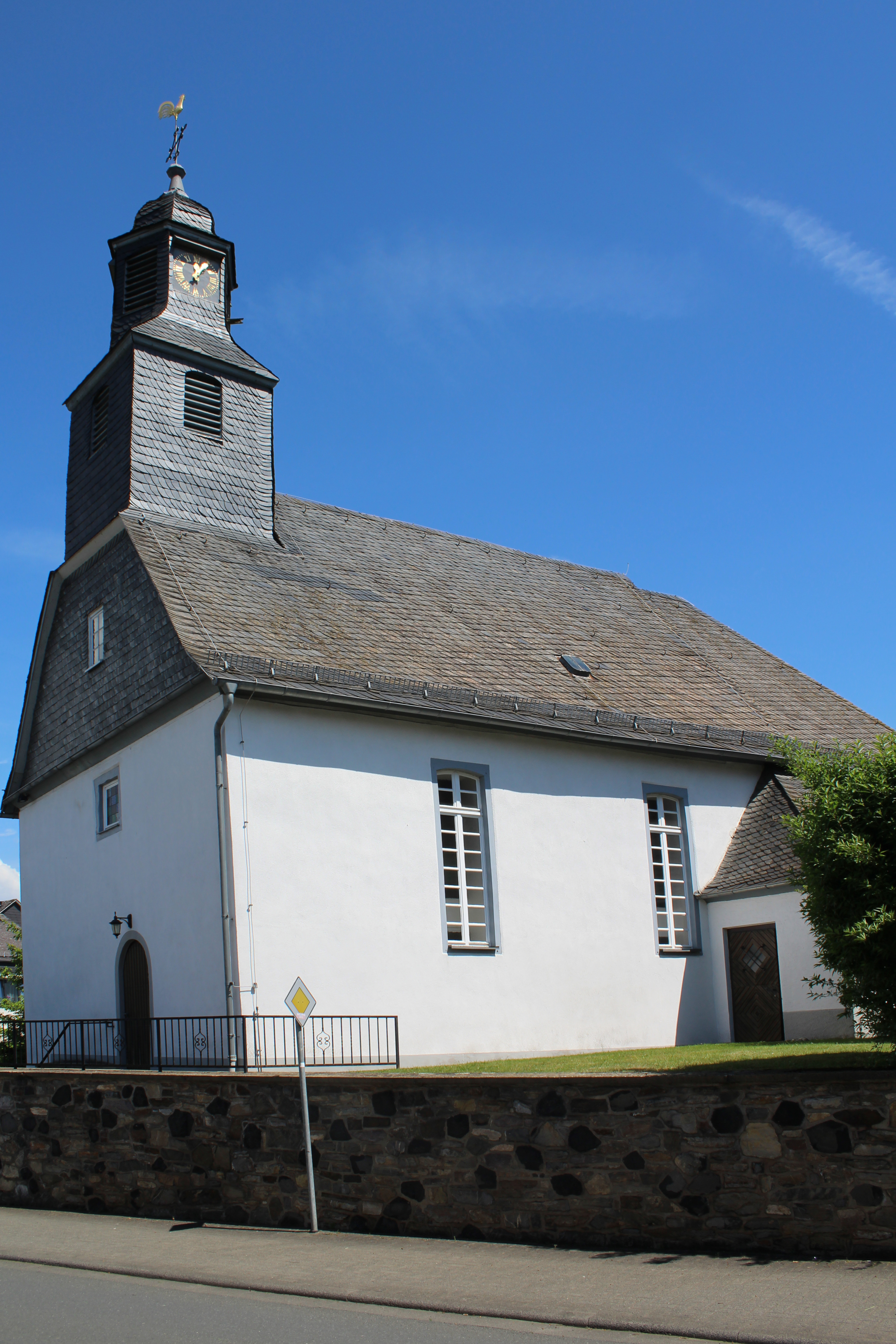
Kirche in Edingen von Süden

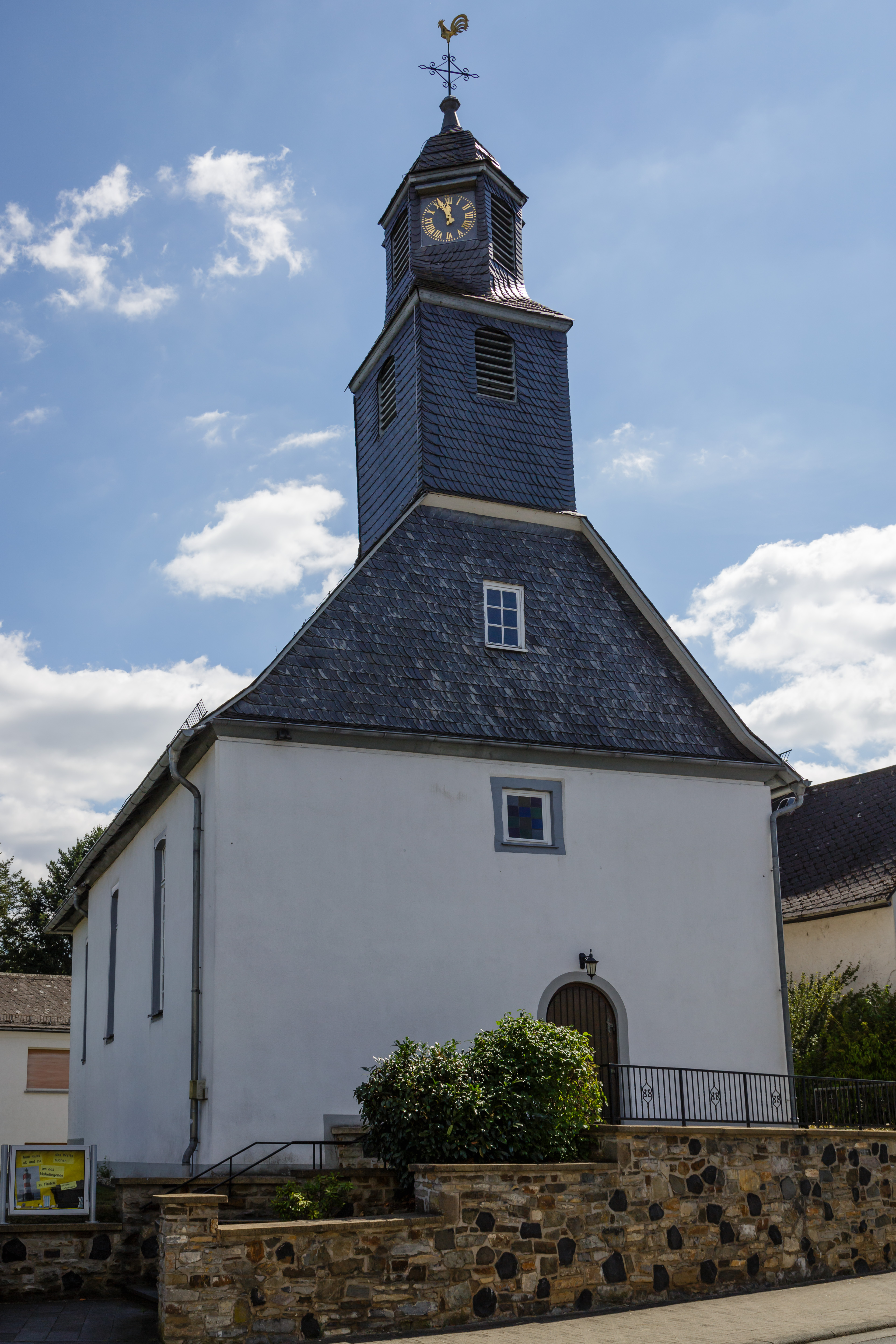
Ansicht von Westen

Die Evangelische Kirche in Edingen in der Gemeinde Sinn im Lahn-Dill-Kreis (Hessen) ist eine barocke Saalkirche. Sie wurde 1744/1745 auf den Grundmauern einer mittelalterlichen Vorgängerkapelle errichtet und 1965 durch einen Rechteckchor und eine Sakristei erweitert. Dem im Osten abgewalmten Dach ist im Westen ein kleiner Dachreiter aufgesetzt. Sie ist aufgrund ihrer geschichtlichen und künstlerischen Bedeutung hessisches Kulturdenkmal.

## Geschichte
In kirchlicher Hinsicht gehörte Edingen im späten Mittelalter im Kirchspiel Dillheim zum Archipresbyterat Wetzlar im Archidiakonat von St. Lubentius Dietkirchen im Bistum Trier. Edingen besaß eine mittelalterliche Wehrkapelle mit Schießscharten, die 1497 erstmals in den „Greifensteiner Zentrechnungen“ erwähnt wird. 1524 ist von einer „Capellen oder Filial. Nämlich Ödingen“ die Rede. Die heutige Kirche ist auf ihren Grundmauern gebaut.
Mit Einführung der Reformation wechselte die Kirchengemeinde in der Mitte des 16. Jahrhunderts zum evangelischen Bekenntnis. Vermutlich unter dem Dillheimer Pfarrer Georg Schott hielt die Reformation Einzug. Unter Graf Konrad Solms-Braunfels nahm die Gemeinde ab 1579 den reformierten Glauben an. Im Jahr 1619 wurde Edingen Teil der Pfarrei Greifenstein, nachdem sich die Edinger jahrelang über den mühseligen, 5 Kilometer langen Kirchgang nach Dillheim beschwert hatten. Der Weg verkürzte sich dadurch um die Hälfte. Der Versuch einer Rekatholisierung ab 1626 unter den spanischen Truppen scheiterte nach wenigen Jahren. Durch den Dreißigjährigen Krieg war die Kirche „ruiniert und verderbet“ worden. Um die Reparaturen zu finanzieren, wurden 1653/1654 Kollektenreisen bis in die Schweiz unternommen. Ihr rechteckiger Grundriss maß zu dieser Zeit 18 Meter × 10,80 Meter („60 Schuh lang, 36 Schuh breit“). Die Arbeiten werden am 28. März 1654 an Zimmerer, Schreiner und Maurer vergeben.
Weitere Kollekten wurden 1744 und 1745 genehmigt und durchgeführt. Die kleine Kirche wurde im Jahr 1745 auf den Grundmauern der Vorgängerkapelle neu errichtet. Die reformierten Kirchengemeinden Edingen und Greifenstein traten 1817 der Unierten Kirche bei. Im Oktober 1893 folgte eine Renovierung, die den Neuanstrich der hölzernen Ausstattungsstücke, der Innenwände und der Decke sowie eine Turmreparatur und die Anschaffung eines Harmoniums umfasste. Eine weitere Innen- und Außenrenovierung 1923 schloss einen neuen Außenputz ein.
Erste Hinweise auf eine Erweiterung der zu klein gewordenen Kirche gab es im Jahr 1945. 1954 wurde das Kirchspiel aufgehoben und die zwei Kirchengemeinden Greifenstein und Edingen gebildet, für die ein Pfarrer zuständig war. Die Gemeinde schaffte 1953 und 1966 eine zweite und dritte Glocke und 1956 eine kleine gebrauchte Orgel an. Nachdem 1960 die Erweiterung der Kirche beschlossen worden war, erfolgte 1964/1965 ein Choranbau mit Sakristei. Im Zuge der gleichzeitig durchgeführten Kirchenrenovierung wurden die Grundmauern und an beiden Seiten des Eingangs vermauerte Schießscharten des mittelalterlichen Vorgängerbaus freigelegt. Die Empore im nördlichen Bereich der Ostwand wurde entfernt und die Orgel erweitert und umgesetzt. 1986 folgten der Bau einer neuen Orgel und 1994/1995 eine Außen- und Innenrenovierung. Der Kostenanschlag für die Renovierungsarbeiten in Höhe von 430.000 DM wurde bereits 1993 vom Kirchenkreis Braunfels genehmigt. Nachdem festgestellt worden war, dass die Außenmauern direkt auf das Erdreich aufgesetzt worden waren, erhielten sie Fundamente. Zudem wurden Dachdecker- und Klempnerarbeiten sowie Außenputz- und Anstricharbeiten durchgeführt. Im Inneren wurden die alten Farbschichten abgebeizt und nach Elektroarbeiten folgte ein neuer Innenanstrich. Schließlich wurden Sanitäranlagen und eine digitale Funkuhr für das Geläut eingebaut.
Die Kirchengemeinde Edingen ist pfarramtlich mit Greifenstein verbunden. Sie gehört zum Evangelischen Kirchenkreis an Lahn und Dill in der Evangelischen Kirche im Rheinland.

## Architektur

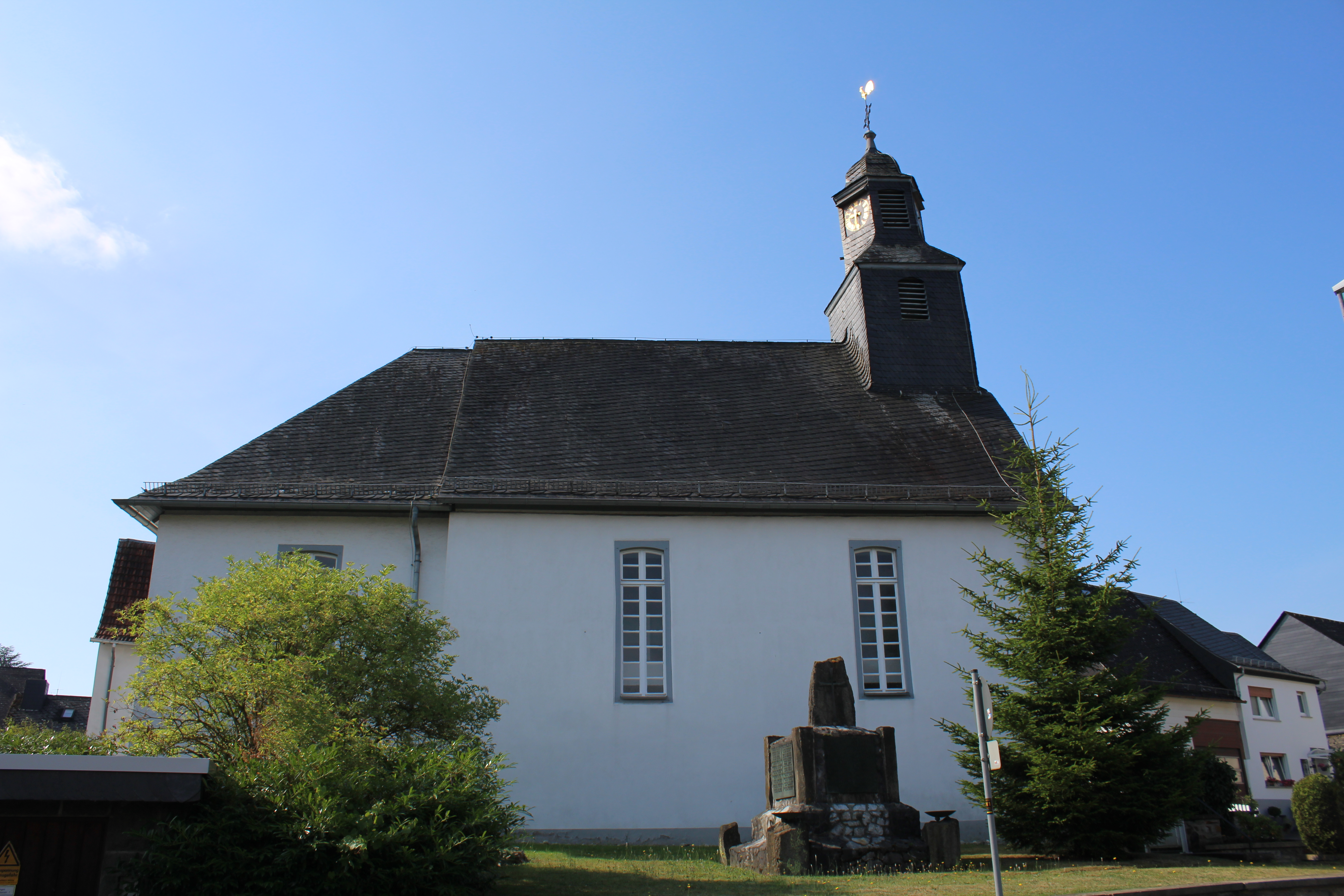
Kirche von Norden

Die in etwa geostete Kirche ist an einer Straßenkreuzung im Ortszentrum aus weiß verputztem Bruchsteinmauerwerk inmitten eines Kirchhofs errichtet. Das barocke Kirchenschiff auf rechteckigem Grundriss wird von einem verschieferten Satteldach bedeckt, dem im Westen ein vollständig verschieferter Dachreiter aufgesetzt ist. In den quaderförmigen Schaft sind drei Schallöffnungen mit Stichbogen für das Geläut eingelassen. Das sechsseitige Obergeschoss hat in abwechselnder Folge drei Schallöffnungen und drei Zifferblätter für die Turmuhr. Die kleine Welsche Haube wird von einem Turmknauf und einem verzierten Kreuz mit Wetterhahn bekrönt. Das Schiff wird an den Langseiten durch je zwei hohe Fenster mit flachem Stichbogen belichtet und durch ein schlichtes Rundbogenportal an der westlichen Schmalseite erschlossen. Über dem Portal ist ein kleines quadratisches Fenster eingelassen. Das westliche Giebeldreieck hat ein weiteres quadratisches Fenster zur Belichtung des Dachbodens und ist verschindelt, während die Ostseite verputzt und fensterlos ist.
Der in den 1960er Jahren angebaute Rechteckchor im Osten ist gegenüber dem Schiff an der Nordseite leicht eingezogen und 5,5 Meter lang. Das Walmdach des Chors ist etwas niedriger als der Dachfirst des Schiffs. Bereits vor 1964 war der gerade Ostschluss des Schiffes, der mittig ein quadratisches Fenster hatte, abgewalmt. Im Süden ist am Übergang vom Schiff zum Chor eine kleine Sakristei auf rechteckigem Grundriss angebaut, deren Dach an die Traufe von Schiff und Chor reicht. Je ein Stichbogenfenster im Süden und Norden versorgt den Chor mit Licht.

## Ausstattung

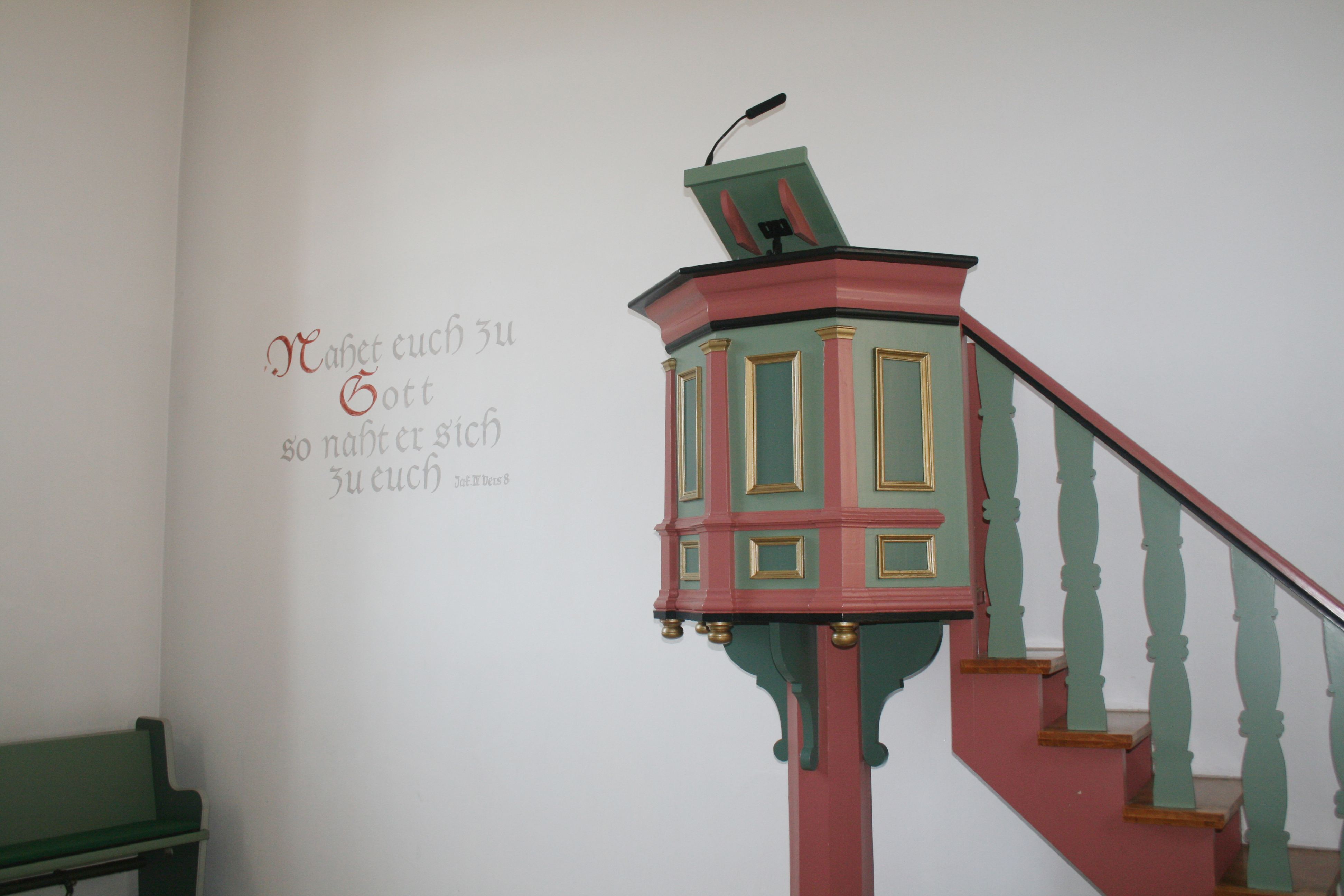
Kanzel an der Ostwand

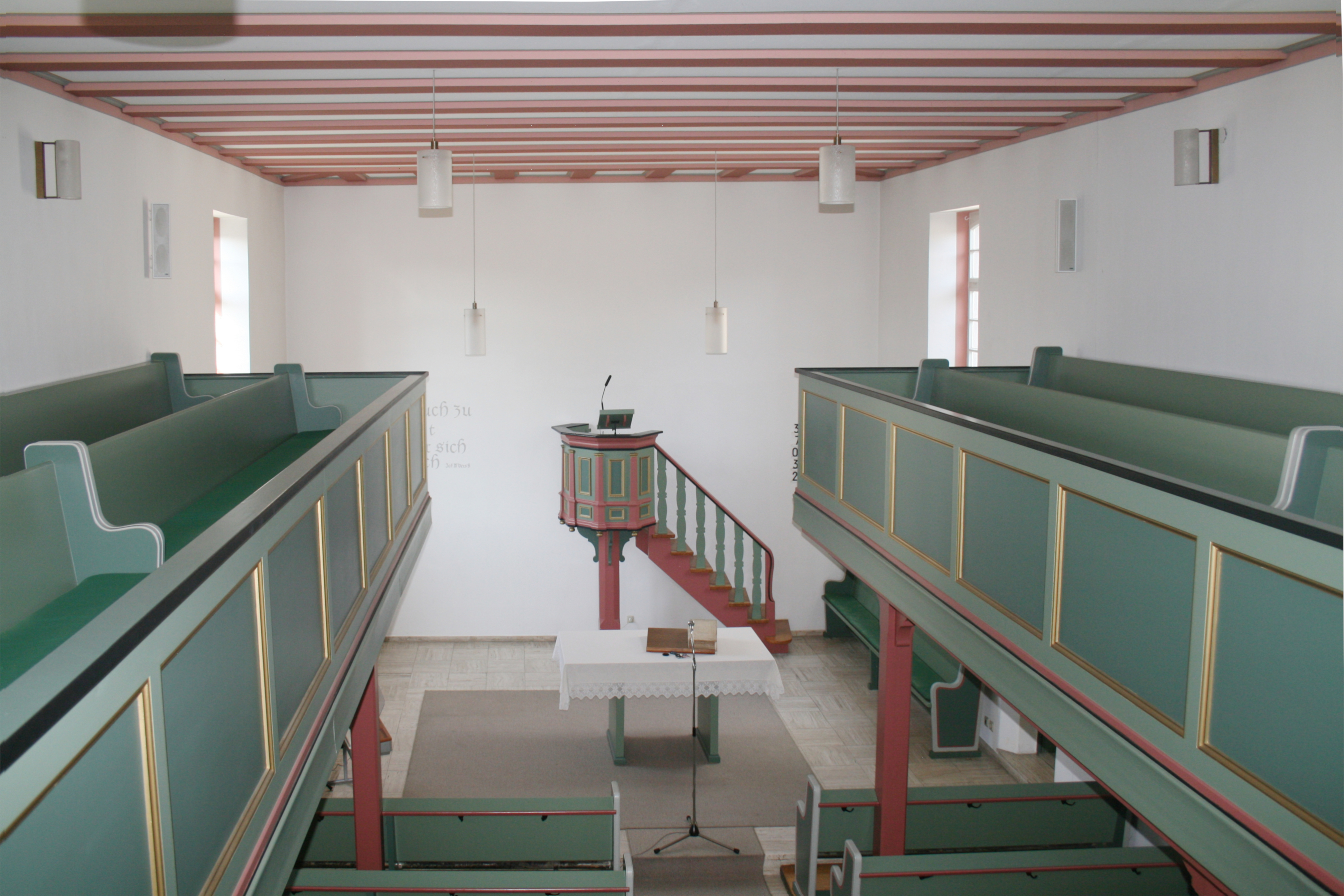
Blick in den Innenraum

Der Innenraum wird von einer eingezogenen Flachdecke abgeschlossen, deren rot bemalte Balken sich von den weiß verputzten Gefachen abheben. Im Westen ist ein kleines Stück als Eingangsbereich und für den Emporenaufgang abgetrennt. Die Kirchenausstattung ist entsprechend reformierter Tradition schlicht gehalten. Die hölzernen Inventarstücke sind einheitlich in Grüntönen und in Rot gefasst. Die dreiseitig umlaufende Empore ruht auf viereckigen Pfosten mit Bügen. Sie reicht relativ weit an den Mittelgang heran, endet aber vor dem Chor. Die Brüstungen haben schlichte querrechteckige, kassettierte Füllungen. Das hölzerne Kirchengestühl steht auf einem Dielenboden und lässt einen Mittelgang frei.
Der Chorraum ist gegenüber dem Schiff um eine Stufe erhöht. Hinter dem einfachen Abendmahlstisch ist die Kanzel mittig an der Ostwand angebracht. Der polygonale Kanzelkorb ruht auf einem Viereckpfosten mit geschwungenen Bügen. Die Kanzelfelder haben hochrechteckige Füllungen mit vergoldeten Profilen. Bei der Renovierung 1964/1965 wurde der rechts der Kanzel angeschlossene Pfarrstuhl, der im oberen Bereich durchbrochenes Rautenwerk hatte, entfernt, da nun eine Sakristei vorhanden war. Links neben der Kanzel ist ein Bibelvers aus Jak 4,8  als Wandspruch gemalt: „Nahet euch zu Gott, so naht er sich zu euch.“ Vor 1965 war über der Kanzel der Bibelvers aus Lk 11,28  zu lesen. An der nördlichen und südlichen Chorwand ist je eine Kirchenbank aufgestellt.

## Orgel

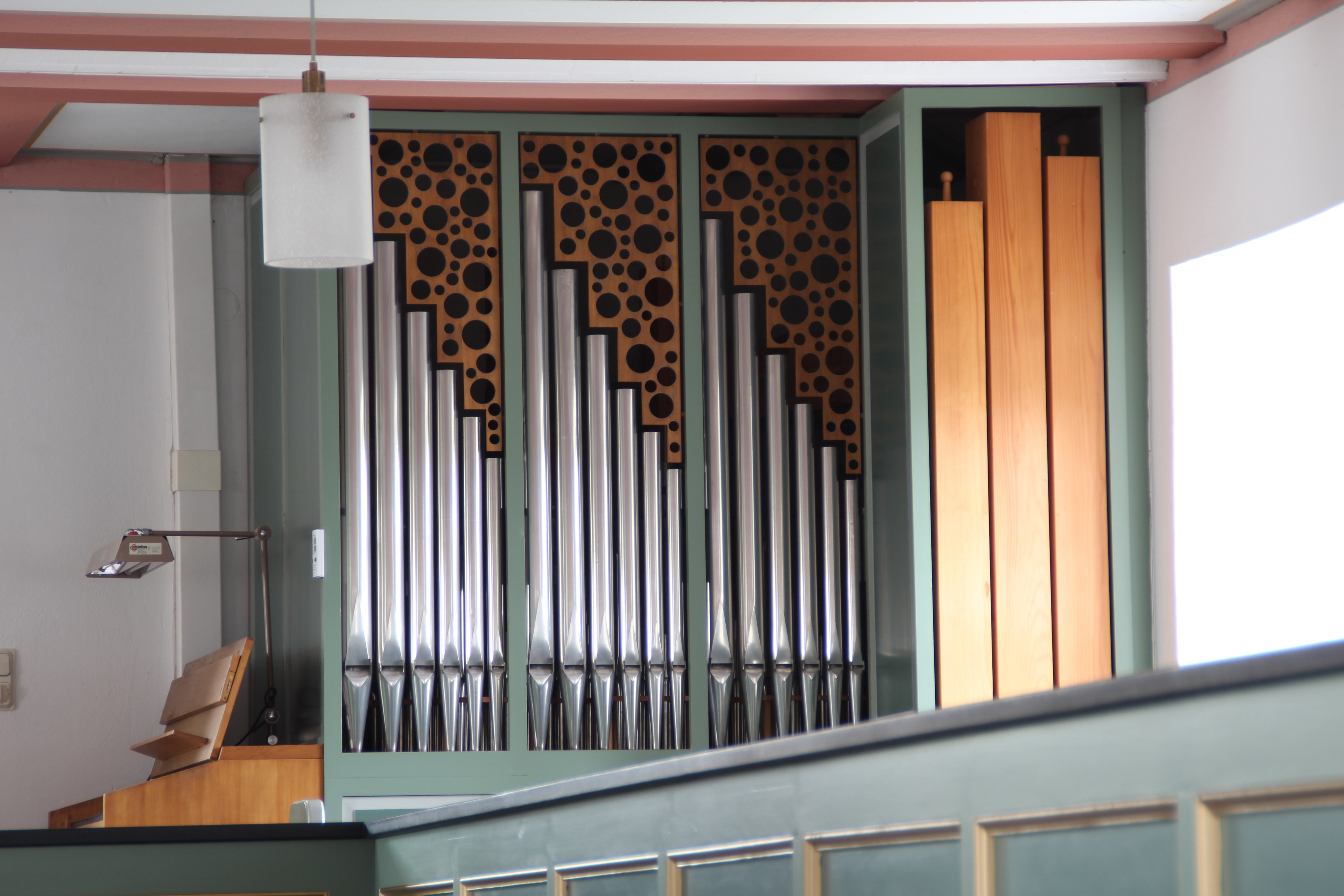
Hardt-Orgel von 1986

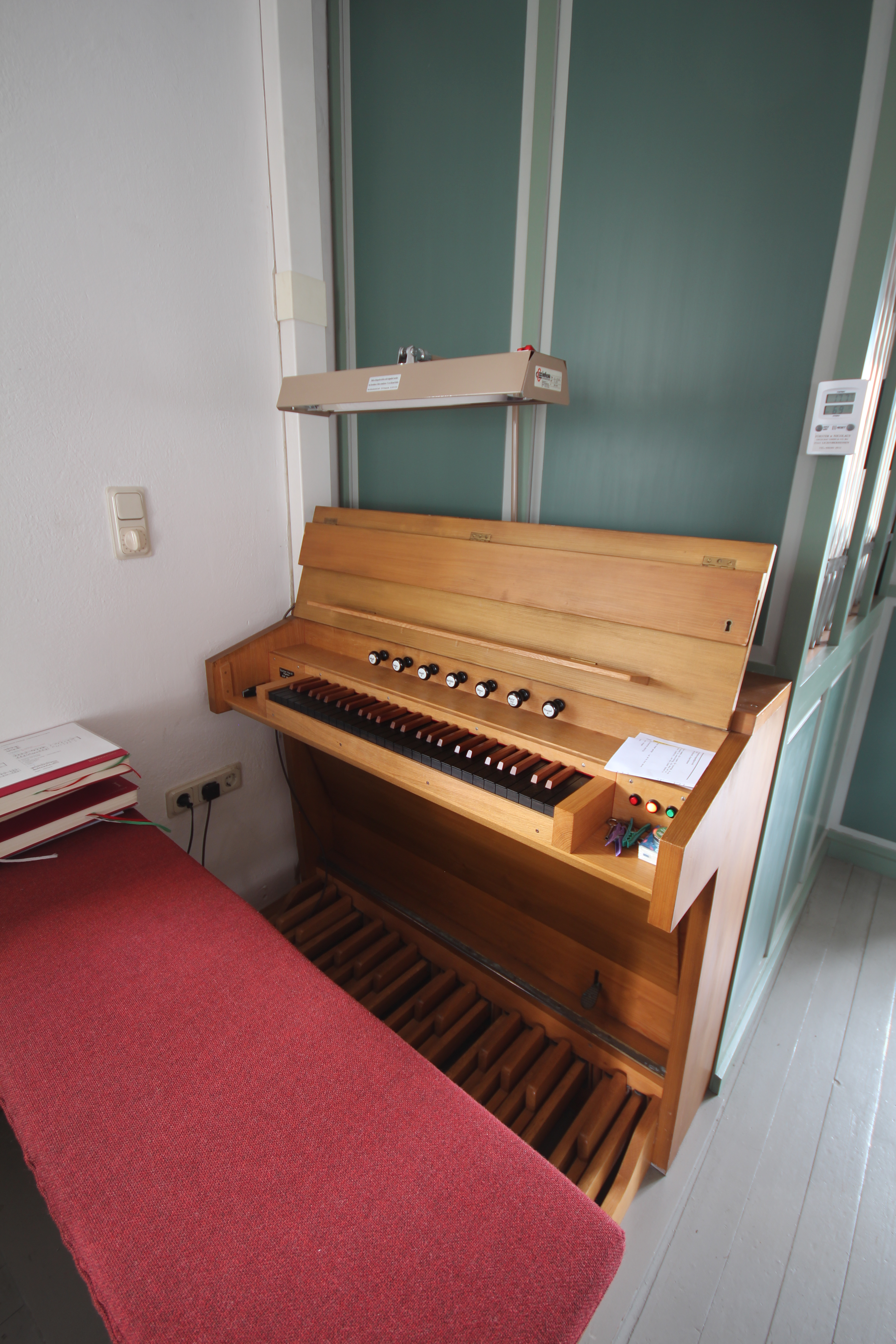
Spieltisch der Orgel

Eine 1893 vorhandene Orgel wurde durch ein Harmonium ersetzt. Orgelbauer und Baujahr sind unklar. 1928 schaffte die Gemeinde ein neues Harmonium an.
Ein Orgelpositiv wurde 1949 von Orgelbauer Kaes aus Bonn für Herrn Sagel in Burg gebaut, die das Instrument 1956 an die Kirchengemeinde verkaufte. 1965 wurde die Orgel erweitert und 1970 renoviert. Das Instrument verfügte über fünf Register auf einem Manual und Pedal.
1986 folgte der Einbau einer neuen Orgel auf der Nordseite der Westempore. Das Instrument von Günter Hardt (Möttau) umfasst sieben Register auf einem Manual und Pedal. Die Disposition lautet wie folgt:
| I Manual C–f3 |       |
| Bordun        | 16′   |
| Gedackt       | 8′    |
| Prinzipal     | 4′    |
| Rohrflöte     | 4′    |
| Oktave        | 2′    |
| Mixtur III–IV | 1 ⁄3′ |

| Pedal C–d1 |     |
| Subbass    | 16′ |

- Koppeln: I/P

## Geläut
Der Dachreiter beherbergt ein Dreiergeläut. Die älteste und kleinste Glocke wurde 1710 von Johann Jacob Rincker aus Aßlar mit einem Durchmesser von 0,525 Meter gegossen. Sie trägt die Inschrift: „WILHELM MORITZ GRAF ZU SOLMS GREIFFENSTEIN HOINGEN AUCH ZU: CRICHINGEN HERR ZU MÜNTZENBERG RHEDA PUTTINGEN DORTSWILER TECKLENBURG BEAUCOURT 1710 GOS MICH JACOB RINCKER V ASLER NACH OEDINGEN“. Die anderen beiden Rincker-Glocken datieren von 1953 und 1966. Die mittlere Glocke hat als Inschrift: „O LAND LAND LAND HÖRE DES HERRN WORT“ und die große: „RUFET LAUT; RÜHMET LAUT UND SPRECHT: HERR HILF DEINEM VOLK 1966 Jer. 31,7“.